# High Chaparral (Themenpark)
Koordinaten: 57° 15′ 48″ N, 13° 49′ 38″ O
Der High Chaparral Theme Park ist ein Themenpark nahe der schwedischen Ortschaft Gnosjö, Provinz Jönköping. Thematisiert wird der „Wilde Westen“. Der Park befindet sich in Familienbesitz.
Im Januar 1991 zerstörte ein Feuer das in einem Gebäude aus Holz auf dem Gelände befindliche Automuseum. Die Sammlung umfasste damals rund 200 Automobile, 172 Motorräder und 28 Traktoren. Daraufhin wurde ein neues Gebäude gebaut, in dem ebenfalls Oldtimer präsentiert wurden.
Zu den eher ungewöhnlichen Ausstellungsstücken zählt das Lenindenkmal von Nowa Huta, das der schwedische Privat-Kunstsammler Big Bengt Erlandsson 1992 für 100.000 schwedische Kronen, was dem Altmetallpreis entsprach, erwarb und in einem der Gebäude aufstellen ließ.